# 迎春花 (电影)
《迎春花》是滿洲映畫協會与日本松竹映画在1942年拍摄的，以当时满洲国为時空背景的一部爱情电影。

## 剧情大綱
电影主線為讲述日本青年村川武雄被派至满洲国奉天市工作后的经历。在这儿，他逐步融入當地生活，並与中国女子白丽和日本表妹八重之间产生一段感情纠葛。武雄初至境域之时，無意間得到原住民白丽之生活帮助，後續并被她言行舉止所吸引。当白丽知道八重喜欢武雄后，决定牺牲自己的感情以撮合二人。八重则在知道武雄只喜欢白丽后，則选择回歸日本重新發展。但最终白丽則是选择轉往北京生活為結局。
支線則為談論日本軍政府之「南進」政策。以北方為基礎，扎根（找人才）。再往南進（查找資源）。

### 應時之標榜高貴（西化）的時髦品
- 咖啡、咖啡糖、咖啡廳。
- 眼鏡。
- （男）西裝頭，西服、風衣、西帽、襯衫、領帶、皮鞋，機械編織襪。
- （女）洋裝、洋外套，短俏、燙髮，皮鞋、毛皮大衣。
- 轎車。
- 體操、冰球（曲棍球）運動。
- 洋灰（水泥）構建、沙發、黑膠唱片與播放機、鋼琴。
- 洋公司事務用品：打字機、撥號式電話，吊、檯燈，丁字、三角尺、鉛筆、繪圖桌，空頂遮陽帽，鋼筆，西洋財、會，報、估價之帳務系統。

### 平民日常
- 蒸氣火車。
- 三輪車、腳踏車、獸力車、獨輪、雙輪推車、人力黃包車。
- 長袍、馬褂，瓜皮、獸皮帽，棉襖，長髮盤頭髻（女）。
- 冰爬犁、滑冰、踢毽子。
- 磚、木造建築。
- 算盤。
- 公共事務設置：電線桿、路燈。

### 幣值與經濟
滿州國：
- 建築設計師—王學民月薪約叁佰圓。
- 建築設計師—村川武雄的預計開銷計畫：房租錢加飯錢（與房東跟早、晚餐）：七拾圓;晌飯（中餐）錢：貳拾圓;菸卷（捲菸）錢：拾圓;洗衣（漿洗房）錢：伍圓;報紙、雜誌、電影錢：貳拾圓（後減為拾伍圓）;交際費、雜誌、偶飲一杯錢：拾伍圓至貳拾圓;……等費用。
- 對比真實歷史：1931年撫順煤礦職工工資水平，日本職、僱員的工資水平<最高160圓至最低81圓左右>，遠高於滿洲本地人<傭員年收入最高15.73圓>）。中央銀行是滿洲中央銀行。國家貨幣單位：滿洲國圓（幣值最小：厘，最大：壹佰圓、甚至達到壹仟圓）。（原是銀本位）於1935年起與日本圓同值流通，1933年銀行紙幣發行額6億元，1938年紙幣流通額達50億元，1945年8月（日本投降）發行額已高達136億元（惡性通貨膨脹）。

### 宗教
- 冰上洗禮祭是為羅馬東正教毎年（一月十九日）必辦之節日慶典活動（教徒為向天主表现真诚，赤身跳入冰上水池，浸洗掉自身的原罪和本罪，以達神賜之意）。

## 演员列表（配役）
| 演员       | 角色         | 简介 | 备注 |
| 李香兰     | 白丽         | 建築事務所支社社员（文書兼村川武雄的翻譯）、支社冰球隊之後補隊員，白大人之獨女（幸運值爆表的女一），擅歌唱技巧，喜音樂欣賞與唱和，曾一曲迷倒男主（村川武雄），後相互心悅。擅打冰球運動，但因八重身分的關係，常自居二線。接受同事王学民的勸戒，盡量避免單獨與村川武雄會面，若必須時，則會拖著好友八重一起赴任（實際上，女一與女二，均將男一推給對方，兩人均認為對方較適合嫁給男一）。劇末，向男一訴說，將至北京生活，後與男一分離。 |      |
| 近卫敏明   | 村川武雄     | 建築事務所支社长外甥，河岛八重的表哥，支社社员暨設計師（悲情的男一）。東京大學畢業，在校成績優異。心悅於白麗，對其歌聲極具欣賞，後相互心悅。下圍棋功力極具天分（初見白大人時，與其對弈數局），擅吹奏樂器（一曲迷倒表妹河岛八重）。但不擅滑冰運動（經常摔趴）。（由於女一與女二，均將男一推向給對方，最終男一兩頭均落空）。 |      |
| 木暮实千代 | 河岛八重     | 建築事務所支社长女儿，村川武雄的表妹（悲情的女二）、支社冰球隊之新隊員，心儀表哥。擅打冰球運動。白丽技巧雖較優於八重，但常退讓自居二線。其表哥對其暗喻情愫，經常不假辭色地拒絕。曾對其建議主動退出冰球隊之選拔，並回歸為婦之道的學習（此情景又讓他的表妹誤會嚕），後確認其表哥無意即退出，回返日本東京（實際上，女一與女二，均將男一推給對方，兩人均認為對方較適合嫁給男一）。                                                     |      |
| 浦 克      | 王学民       | 建築事務所社员暨設計師、白丽、村川武雄之同事、支社冰球隊之隊員。為了攢娶媳婦的資金，歲歲月月省吃儉用。曾私下提醒村川武雄，白丽打冰球技巧較優於八重，希冀其幫忙勸說與換角。常時時勸戒白麗，不要太接近村川武雄，以免後期受傷。 |      |
| 藤野秀夫   | 河岛         | 建築事務所支社长，白大人留學時期與其為大學好友。擅圍棋，有空拜訪白大人時，經常與對弈。非常欣賞中國詩畫作品，對隋朝壁畫更是欣賞。曾論述日本五百年前的繪畫源流與中國滿州千年前的繪畫源流，同出一源。 |      |
| 吉川满子   | 河岛夫人     | 支社长夫人，是一位傳統日本女性，其所言所行均依循舊時代女性規範（優柔和順、輕聲細語，視丈夫為主）。 |      |
| 那 威      | 白大人       | 白丽父亲，曾留學日本，留學時期與支社长為大學好友。擅圍棋，與支社长會面之時，偶爾會與其對弈幾局。（初見村川武雄時，曾與其對弈，後經常與其對弈數局，極具讚賞其棋力天分）。極擅中國詩畫鑑賞，經常與好友（支社长）討論與評鑑，曾建議其將中、日兩國之繪畫歷史源流之研究，以論文方式發布。 |      |
| 张 敏      | 白夫人       | 白大人之夫人，白麗之母。是一位傳統中國女性，其所言所行均依循舊時代（官夫人）之女性規範（親和和善，雖也視丈夫為主，但會有自我主見平衡）。 |      |
| 日守新一   | 山森         | 建築事務所支社长秘书，村川武雄剛入社報到時，應支社長之要求，將其介紹給公司所有成員認識。 |      |
| 戴剑秋     | 杨大人       | |      |
| 袁 敏      | 杨夫人       | |      |
| 曹佩箴     | 美玲         | |      |
| 于延江     | 美玲弟弟     | |      |
| 周 凋      | 哈尔滨外交员 | |      |
| 王宇培     | 哈尔滨外交员 | |      |
| 关 操      | 安藤         | 设计课长，支社长交代為村川武雄之初步工作的指導者。 |      |
| 三和佐智子 | 女給仕       | 女給仕（東亞文化在西化下之咖啡、餐飲店女服務生—除提供一般餐飲服務外，部分提供聊天、甚至肢體服務）。 |      |
| 路政霖     | ホッケー部員 | ホッケー部員（曲棍球俱樂部成員）*劇中臺詞為「冰球」之意。 |      |
| 江云逵     | ホッケー部員 | |      |
| 宫纪久子   | タイピスト   | タイピスト（打字員）。 |      |
| 下田光子   | タイピスト   | |      |
| 瀧見すが子 | 阿姨         | 河岛家女仆 |      |
| 赵爱萍     | 不详         | |      |

備註：（配役）日語詞語解釋—〈艺〉分配角色(的人)。

## 评价
中国方面的研究者认为此部电影是满映和满映电影的代表性作品，是政治与影像结合后的“怪胎”，已偏离艺术性的原则。

## 备注
1. ↑  电影片头标注的主题曲名为日文“別れ鳥”，中文意为“离别之鸟”。
2. ↑  电影海报标注的赵爱萍，在电影片头未提及，她所饰角色，无从考证。